# Fryderyk Buchholtz

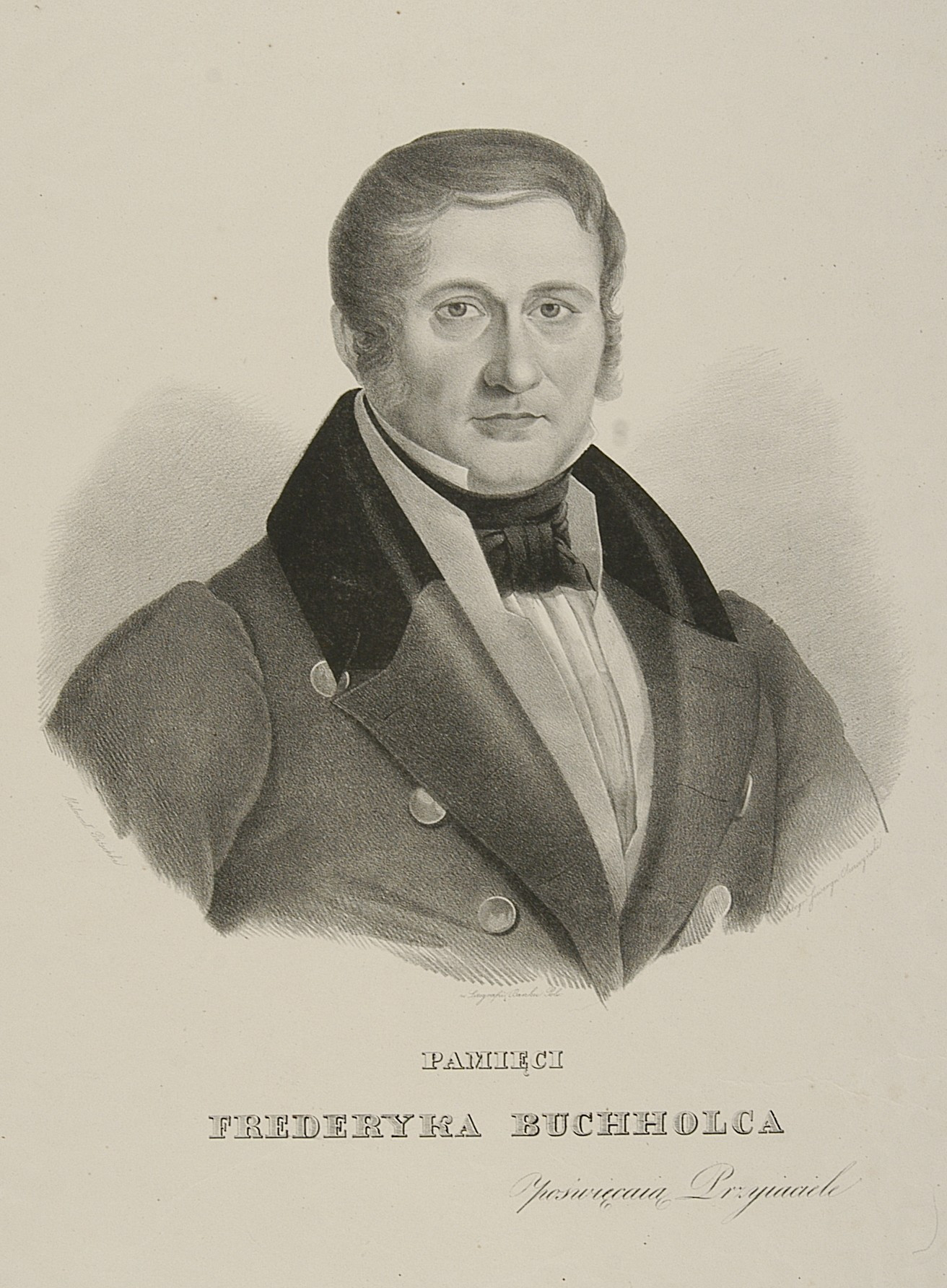
Fryderyk Buchholtz

Fryderyk Buchholtz (Olsztynek (Hohenstein, Prússia), 16 de Maio de 1792 – Varsóvia, 15 de Maio de 1837) foi um fabricante de pianos e órgãos.

## Biografia
Depois de terminar a sua aprendizagem na construção de pianos em Viena, foi para Varsóvia, e em 1815 fundou uma fábrica de pianos na rua Mazowiecka, número 1352. Chopin, um convidado frequente no seu salão de arte e na sua loja da fábrica, comprou um piano de Buchholtz. Dizia-se que, de cada vez que mais de dois convidados vinham ouvir Chopin tocar, a empresa era transferida para a oficina de Buchholtz. Após a morte de Buchholtz, em 1837, a sua esposa assumiu a fábrica. Entre 1841 a 1846, a mesma foi mantida pelo seu filho Julian.
Apenas alguns instrumentos de Buchholtz sobreviveram até aos nossos dias. Em 2017, o Instituto Nacional Frédéric Chopin encomendou uma réplica de um piano de cauda Buchholtz ao construtor Paul McNulty. O piano foi utilizado em Setembro de 2018, no primeiro Concurso Internacional de Piano Chopin em instrumentos históricos.

## Gravações
- Krzysztof Książek. Frédéric Chopin, Karol Kurpiński. Piano Concerto No.2 f-moll (solo version), Mazurkas, Ballade; Fugue & Coda B-dur. Buchholtz (Paul McNulty)
- Tomasz Ritter. Frédéric Chopin. Sonata in B Minor, Ballade in F minor, Polonaises, Mazurkas. Karol Kurpinski. Polonaise in D minor. Pleyel da década de 1842, Erard da década de 1837, Buchholtz 1825-1826 (Paul McNulty)
- Alexei Lubimov and his colleagues. Ludwig van Beethoven. Complete piano sonatas. Stein, Walter, Graf, Buchholtz (Paul McNulty)